# 裸腹副鈎鯰
裸腹副鈎鯰，為輻鰭魚綱鯰形目甲鯰科的其中一種，為熱帶淡水魚，分布於南美洲Xingu河流域，棲息在底層水域，生活習性不明。

## 扩展阅读
維基物種上的相關：裸腹副鈎鯰